# Distretto di Cascas
Il distretto di Cascas è uno dei quattro distretti della provincia di Gran Chimú, in Perù. Si trova nella regione di La Libertad e si estende su una superficie di  465,67 chilometri quadrati.